# 이마 베프 (드라마)
《이마 베프》(Irma Vep)는 HBO에서 2022년 6월부터 방영된 미국의 스릴러 드라마이다. 올리비에 아사야스의 동명 영화를 원작으로 하며, 그가 역시 드라마의 연출과 각본 역시 맡는다.